# Beuth Hochschule für Technik Berlin
La Beuth Hochschule für Technik Berlin (letteralmente "Università per la tecnica Beuth di Berlino") è un'università statale di Berlino. Sono iscritti circa 10.000 studenti negli 8 diversi dipartimenti e gli oltre 70 corsi di studio. Sono inoltre attivi circa 290 professori.

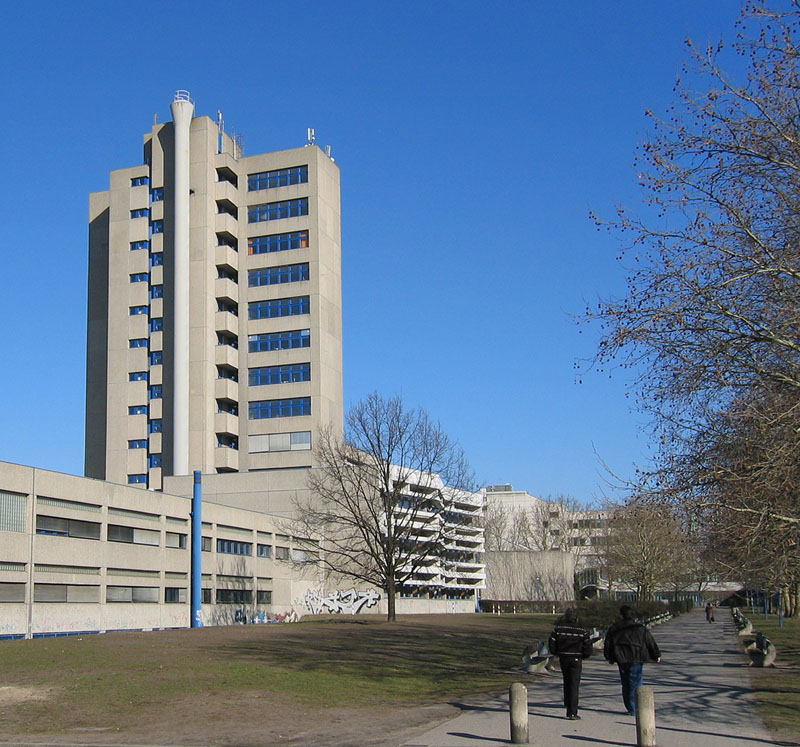
Haus Grashof della Beuth Hochschule